# Campo Gallina
Campo Gallina je lokalita ležící v nadmořské výšce 1 855 m n. m. v severní části Altopiano dei Sette Comuni, náhorní plošiny nacházející se na severu provincie Vicenza, mezi hranicemi regionů Benátsko a Trentino.

## První světová válka
Během první světové války se v lokalitě Campo Gallina (někedy nazývané také Dosso del Fine nebo Campo Trentin) nacházelo rakousko-uherské velitelství s kostelem, kinem, kryty, nemocnicí a sklady. Odhaduje se, že zde v té době žilo až 25 000 rakousko-uherských vojáků. Ve skutečnosti zde sídlila 6. pěší divize A.U. (velitel generál von Mecenseffy) a 6. polní dělostřelecká brigáda (velitel plukovník von Rabl) a byla zde umístěna proto, aby vojáci nemuseli několik měsíců v roce cestovat po silnici Erzherzog Eugen Straße, kde hrozilo riziko lavin. Nacházel se zde také jeden ze 41 válečných hřbitovů na náhorní plošině.
Od června 1916 do podzimu 1917 byla na linii divize nasazena 12. brigáda (tvořená 20. a 7. feldjägerským praporem a 17. plukem "Kronprinz") a 11. brigáda (tvořená 27. plukem "König der Belgier" a 2. bosensko-hercegovským plukem). Poté, co divize podpořila italskou ofenzívu v červnu 1917 (bitva u Ortigary), se na podzim zúčastnila krvavých bitev proti bitva u Melette di Gallio a Monte Zomo a poté musela být kvůli obrovským ztrátám z náhorní plošiny stažena.
Do kotliny se lze dostat po polní vojenské cestě Erzherzog Eugen Straße, kterou na jaře 1916 (za pouhých 32 dní) vybudovalo 1 300 rakouských vojáků a která protíná západní profil Monte Portule a kterou lze projet pouze pěšky nebo na horském kole, protože je uzavřena pro automobilovou dopravu. Erzherzog Eugen Strasse končí na křižovatce zvané I Monumenti, odkud odbočují Kaiser Karl Strasse a Zoviellostraße: na Campo Gallina je třeba vystoupat po Kaiser Karl Strasse. Pokračujete-li po silnici (která vede na Monte Ortigara), hned za Campo Gallina dojdete k Selletta Mecenseffy (místo, kde byl 6. října 1917 zabit velitel 6. pěší divize A.U. ze Štýrského Hradce Artur Edler von Mecenseffy), zasažen dělostřeleckým granátem vypáleným z Cima della Caldiera.
Památník von Mecenseffyho byl však postaven v blízkosti místa Campo Gallina, zatímco v místě smrti byla na Mecenseffyho sedle pouze umístěna pamětní deska. Velitel velké rakousko-uherské jednotky polní podmaršálek Mecenseffy velel 10. pěší divizi a před 6. divizí zastával štábní funkce ve 2. a 4. armádě. V září 1916 vystřídal GM Rudolfa Müllera ve velení 6. divize nasazené v severním sektoru Plošiny. Jeho tělo bylo původně pohřbeno na náhorní plošině Asiago, ale brzy poté bylo na příkaz náčelníka generálního štábu Franze Conrada von Hötzendorfa exhumováno a přeneseno do rodinné hrobky na vídeňském hřbitově Döbling, kde odpočívá dodnes.
Po vybudování tří vojenských silnic se křižovatka I Monumenti stala ústředním bodem logistického systému 6. divize. Kromě toho zde končila polní lanovka č. 14 z Val d'Assa a procházela tudy také lanovka č. 13 do Campo Gallina. Kromě četných kasáren podél  Kaiser Karl strasse zde divize ženijního sboru vyhloubily také impozantní jeskyni se třemi vchody, která sloužila jako muniční sklad.
Na konci válečných akcí byl malý kostelík v Campo Gallina rozebrán, převezen a znovu postaven v Roaně, aby nahradil ten ve vesnici, který byl zcela zničen bombardováním. Dodnes je v Campo Gallina patrný základ kostela a trosky dalších prací.

## Druhá světová válka
Během druhé světové války bylo Campo Gallina místem, které si spojenecká letadla vybrala pro výsadek zbraní a zásob na podporu odboje, zejména místního odboje, ale také ve službách odboje v celém západním regionu Benátsko.

## Campo Gallina dnes
U příležitosti 100. výročí ukončení válečných operací prošla tato oblast řadou restaurátorských zásahů díky projektu ekomuzea Velké války Vicenza Pre-Alps. Je také součástí dálkové turistické trasy nazvané Sentiero della Pace (Cesta míru), která vede po některých místech spojených s první světovou válkou.
V současné době jsou zde k vidění tyto pozůstatky bývalé logistické základny:
- pozůstatky polní nemocnice č. 1303
- pozůstatky komplexu kasáren a úkrytových jeskyní velitelství 6. divize A.U.
- pozůstatky stanice lanovky T13
- pozůstatky hřbitova A.U. v Campo Gallina
- cisterny akvaduktu, který z Bocchetta Portule ústil do povodí Busa del Cavallo
- pomník hrdinů a pohřební pomník velitele 6. divize Artura von Mecenseffyho
- suterén kostela
- hlavní část silnice Kaiser Karl Straße
- úkrytové jeskyně a muniční sklad
- pamětní kámen Erzherzog Eugen Straße

## Galerie

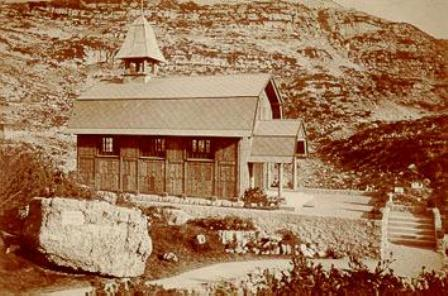
Kostelík v Campo Gallina na dobové fotografii
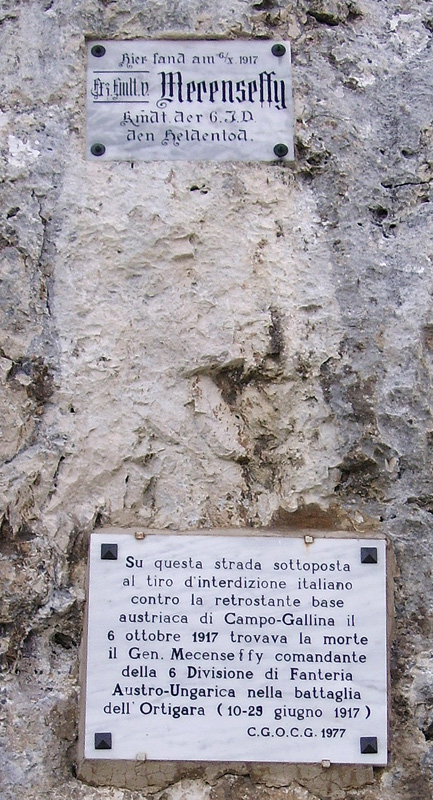
pamětní deska na Selletta Mecenseffy
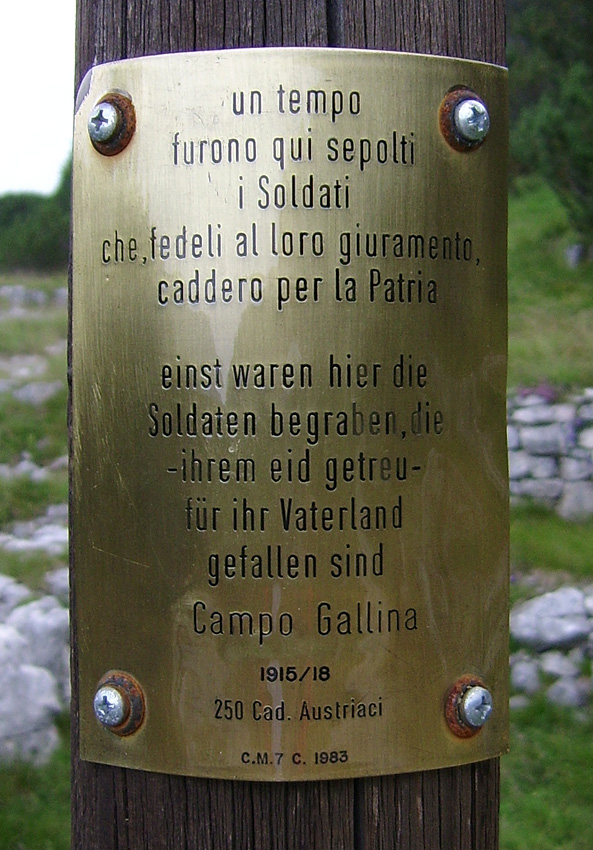
Krucifix na bývalém hřbitově Campo Gallina
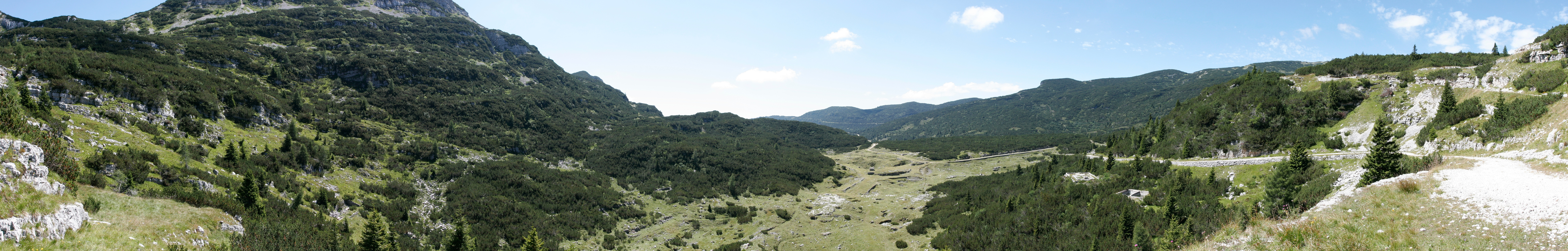
Panoramatická fotografie Campo Gallina pořízená ze Stezky míru (podél Kaiser Karl Straße)
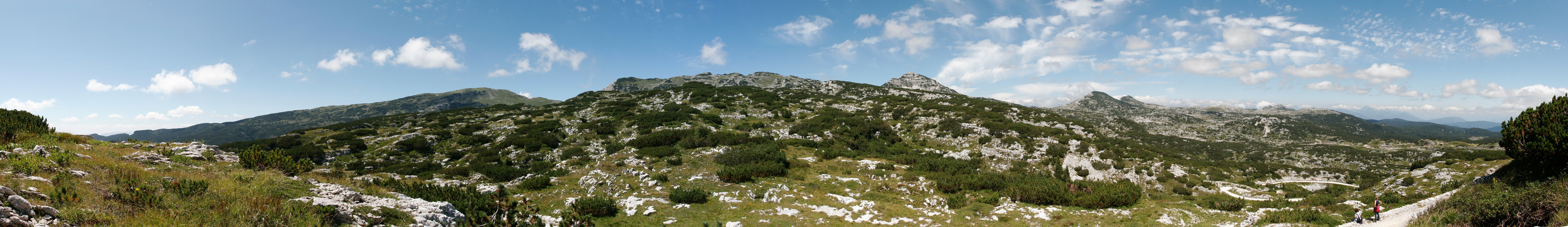
Panorama na vrcholy Portule a  Caldiera pořízené z Selletta Mecenseffy